# Chetroșica Nouă
Chetroșica Nouă è un comune della Moldavia situato nel distretto di Edineț di 1.237 abitanti al censimento del 2004